# Вилькоцкий, Марат Антонович
Марат Антонович Вилькоцкий (род. 2 января 1947, Блонь, Минская область) — советский, белорусский физик, профессор (1991) Белорусского государственного педагогического университета имени Максима Танка.

## Биография
В 1970 г. окончил отделение радиофизики и электроники физического факультета БГУ. С 1972 г. после защиты кандидатской диссертации работал на кафедре радиофизики и электроники сверхвысоких частот физического факультета БГУ. В 1974—1995 гг. работал в Институте прикладных физических проблем БГУ (старший научный сотрудник, заведующий лабораторией, отделом), одновременно преподавал на радиофизическом факультете. С 2005 г. — профессор кафедры информатики и основ электроники Белорусского государственного педагогического университета имени Максима Танка.
Академик Академии наук прикладной радиоэлектроники.

## Научная деятельность
Основные направления исследований — антенны, электромагнитные-прозрачные и отражающие окна, антенные системы и обтекатели самолетов и ракет, измерение параметров электромагнитных полей.
В 1972 г. защитил кандидатскую, в 1989 г. — докторскую диссертацию.
Автор более 130 научных работ, 2 учебных пособий, 25 изобретений. Подготовил 8 кандидатов наук.

### Избранные труды
Источник — Репозиторий БГПУ
- Амплифазометр в широком динамическом диапазоне // Известия ВУЗов: Приборостроение. — 1967. — № 7.
- Прохождение электро-магнитных волн сквозь многослойную металлодиэлектрическую структуру // Вестник БГУ. — Минск, 1970. — № 2.
- Измерение коэффициента усиления антенн произвольной поляризации зеркальным методом : Характеристики излучения направленных антенн, расположенных под дифракционными щелевыми оболочками // Антенны: Сб. — М., 1974. — № 20.
- Радиоинтроскоп с компенсационным акустическим каналом // Радиотехника. — 1982. — № 6.
- Определение характеристик антенн при ограничении данных её АФР // Радиотехника. — 1985. — № 11.
- Определение характеристик рассеяния объектов голографическим методом // Вопросы радиоэлектроники. — 1990. — № 15.
- Системы подвижной связи 3-го поколения // Вестник связи. — 2001. — № 6.
- Новая физическая трактовка процессов излучательной рекомбинации в полупроводниках // Весці БДПУ. — Минск, 2008. — № 4.
- Использование метаматериалов для снижения радиолокационной заметности антенных систем // Военная академия РБ. — Минск, 2011. — № 18.
- Саечников К. А., Вилькоцкий М. А., Юргульский В. В. Радиоэлектроника: лабораторный практикум. — Минск: БГПУ, 2012. — 132 с.

## Награды
- Государственная премия Белорусской ССР в области физики (1974)